# パコ・マルティネス
フランシスコ・"パコ"・マルティネス・ディアス（Francisco "Paco" Martínez Díaz、1954年1月6日 - ）は、スペイン・グラナダ出身の元サッカー選手。ポジションはミッドフィールダー。
現役時代は主にスペインのラ・リーガでプレーし、1982-83シーズンにはUDサラマンカにてMFながら12ゴールを挙げている。また、2003年から2011年にかけて、古巣FCバルセロナで主にイギリス、スイス、イタリア、オランダの市場を担当するスポーツディレクターとして活動していた。

## タイトル

### クラブ
FCバルセロナ
- コパ・デル・レイ : 2回 (1977-78, 1980-81)
- UEFAカップウィナーズカップ : 2回 (1978-79, 1981-82)

UEフィゲレス
- セグンダ・ディビシオンB : 1回 (1985-86)